# 大中橋 (荒川)
大中橋（おおちゅうばし）は、埼玉県秩父市大滝の荒川に架かる秩父市道大滝127号の道路橋である。すぐ上流側に新橋である大滝橋（おおたきはし）が架かる。本項では大滝橋にも触れる。

## 概要
荒川河口から146.8 kmの位置に架かる周辺住民の生活道路になっていた橋で、橋長57.8メートル、総幅員4.1メートル、有効幅員3.5メートルの1径間の下路単純平行弦ワーレントラス橋で、荒川本流の源流域（大滝地区）では唯一のトラス橋である。幅員が狭いので交互通行であった。左岸側はすぐ国道140号の交差点である。歩道は設置されていないが、下流側に道路の路側帯の路肩側を緑色に着色したグリーンベルトが設けられている。橋桁の上流側に水道管が併設されている。橋は路線バスなどの公共交通機関の走行経路には指定されていなかったが、新橋(大滝橋)は西武観光バスおよび秩父市営バス の「大滝総合支所」停留所へのアクセス経路となっている。旧橋(大中橋)は2020年（令和2年）3月12日現在通行止めとなっている。

## 歴史
大中橋は1960年（昭和35年）に架設された。トラスの端柱に「1960年10月建造」と記された銘板が設置されている。橋の施工は横河橋梁（現、横河ブリッジ）が担当した。開通当時は大滝村の村道橋であったが、2005年（平成17年）4月1日の市町村合併（平成の大合併）により大滝村は秩父市に合併され、秩父市管理の橋となった。2009年（平成21年）7月に劣化した橋の塗装の塗り替えが行われた。

### 大滝橋の架設
大中橋の開通から50年以上が経過し老朽化したことや、幅員が狭く大型車の通行が不可能であることから、上流側に地元町会や対岸に点在するレジャー施設などからの要望により、秩父市が事業主体となり、新橋である橋長81.2メートル、幅員9.0メートル（内、歩道2.5メートル）、で2車線の新橋（後の大滝橋）の架設工事が2012年（平成24年）度より行われ、橋台や橋脚などの下部工の施工が行なわれている。施工業者は秩父土建（契約業者）が9706万2000円で、斎藤組（契約業者）が7439万7571円で請け負っている。総工費は当初は4億5000万円を見込んでいたが、資材の高騰により約5億円に増額となる見通しで、総工費の内の2億2500万円は2012年度の道整備交付金としての国庫金である。2015年度より上部工の施工に着手し、新橋は2015年9月に開通予定で工事が進められた。橋の新設については、大型車の通行も可能になると歓迎の声がある一方で、周辺に商店がないことから市の予算を買い物難民の救済に使ってほしかったとの周辺住民の声もあった。新橋の開通後は、大中橋は歩行者専用の橋として使用が継続される予定であったが、2020年（令和2年）3月12日現在は通行止めとなっている。また、橋の建設に伴い右岸側の取り付け道路が整備されることになり、2014年1月に取り付け道路の拡幅の際に支障となる、大滝中学校敷地内の卒業記念樹や松の大木の移植が行われている。なお、橋の袂にある大滝中学校は自然災害などの有事の際の周辺住民の一時避難場所となっているが、新橋架設事業の決定後の2013年（平成25年）5月に2015年3月末をもって閉校することが決まり、閉校後は耐震性に問題がある大滝総合支所を移転する構想があった。この構想は新橋開通後の2018年（平成30年）3月12日に実現し、それに伴い「大滝総合支所」バス停は旧庁舎のあった左岸側の国道沿いから対岸の新庁舎そばに移設され、バス路線も新橋を経由する経路に変更された。
橋は2016年（平成28年）12月20日に大滝町会主催による開通式典が挙行され、テープカットや渡り初めなどが行なわれた。総事業費は最終的には5億8千万円であった。

## 周辺

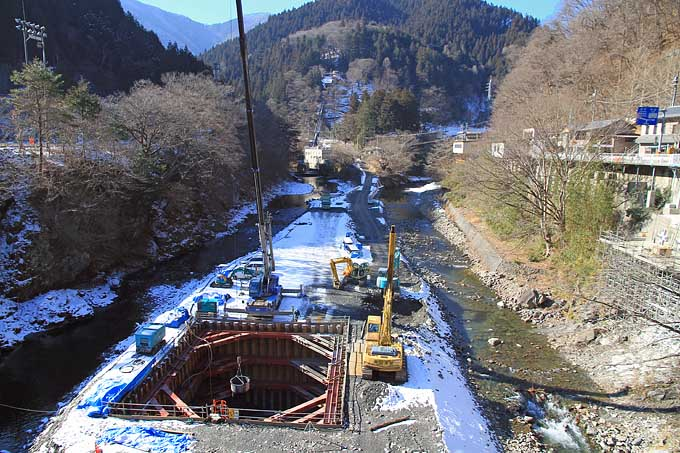
大中橋より上流側を望む。新橋の下部工の基礎工事が行なわれている。

大中橋周辺は旧大滝村の中心地で、この付近から中津川の流域沿いにかけて集落が点在する。この橋付近を境に上流側は四万十帯と呼ばれる約1億年前の地層を有し、下流側は秩父帯と呼ばれる約2億年前の固い地層を有した山間部の深いV字谷となっている。橋のすぐ上流で荒川の支流である中津川が合流する。この合流点付近は1982年（昭和57年）度より埼玉県が水質測定を行う地点のひとつに加えられている。すぐ下流側に落合堰堤と呼ばれる堰が設けられているので川面は淀んでいる。周囲は秩父多摩甲斐国立公園の公園区域である普通地域の区域に指定されている。また、2004年（平成16年）にかけて周辺にカエデ（もみじ）が国道に沿って植栽され、秋季には奥秩父大滝紅葉まつりの祭事が開催される。
- 秩父市役所大滝総合支所旧庁舎（旧大滝村役場）
- 秩父市役所大滝総合支所
  - 旧秩父市立大滝中学校 - 1947年4月開校[26]。旧大滝村における唯一の学校で、県内唯一のへき地校（一級）に指定されていた[27]。
  - 秩父市立図書館大滝分館
- 秩父市大滝国民健康保険診療所
- 道の駅大滝温泉
- 大滝歴史民俗資料館
- 大滝食文化センター
- 大滝郵便局
- JAちちぶ大滝
- 普寛（ふかん）神社
- 中津川
  - 落合橋
- 東京発電宮平発電所
- 落合堰堤（取水堰） - 東京発電大滝発電所の付帯設備[23]。

## 風景

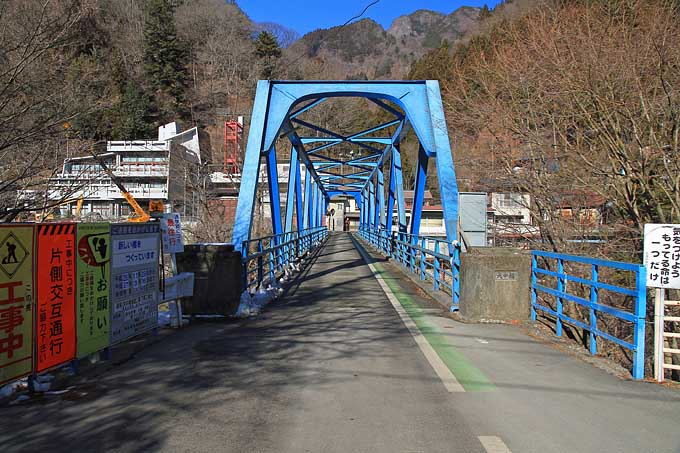
右岸側橋詰より。
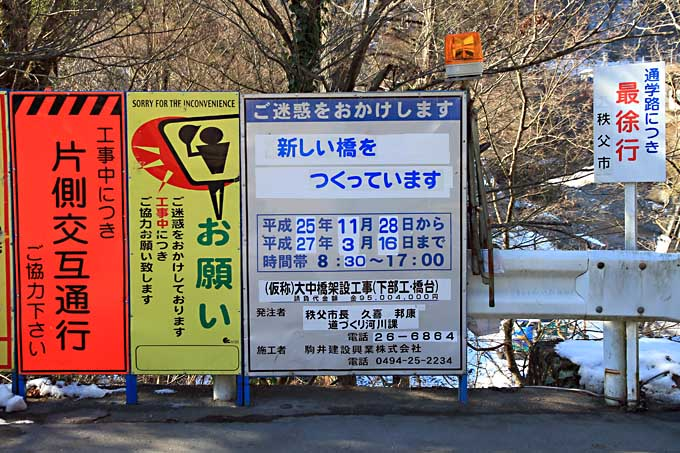
新大中橋の工事情報板。
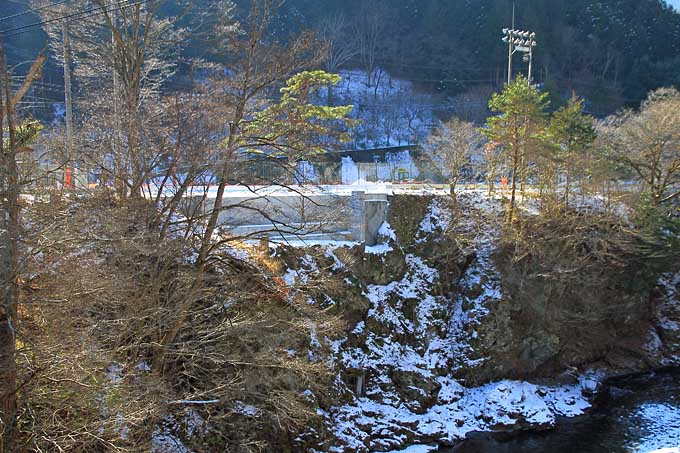
新大中橋の架設工事（右岸橋台）。
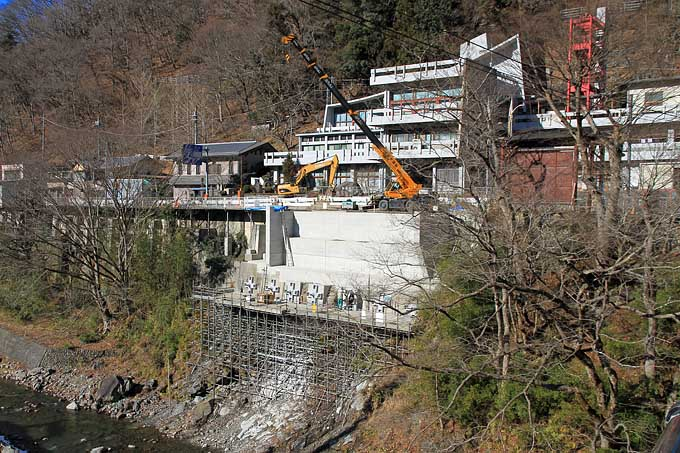
新大中橋の架設工事（左岸橋台）。

## 隣の橋
- 荒川

（上流） - 三十槌橋 - 大滝橋 - 大中橋 - 神岡橋 - 登竜橋 - （下流）